# یشیلجه (شاوشات)
یشیلجه (به ترکی استانبولی: Yeşilce) یک منطقهٔ مسکونی در ترکیه است که در شاوشات واقع شده‌است. یشیلجه ۸۷ نفر جمعیت دارد.